# Like House (2. řada)
Druhá řada reality show Like House byla vysílána od 25. října 2021 do 17. prosince 2021 na kanále Prima Show. Změnila se v ní vila, účastníci, délka dílů a přibyla i LIKE HOUSE 2 NIGHT SHOW, která byla vysílána vždy ve 22:20 po normálním dílu a obsahovala to, co se nevešlo do denních epizod, a to bez cenzury. Vítězem druhé řady Like House se stal Tadeáš.

## Účinkující
Do vily se 18. října 2021 nastěhovalo 8 influencerů:
- Agáta Hanychová (@agatahanychova) – odstoupila dle původního plánu s produkcí v 8. nightshow, která byla odvysílána 3. listopadu 2021. Následně od 4. listopadu do 12. listopadu sloužila jako komentátorka Like House 2 Night Show.
- Ela Yababy (Elena Yababy Adjei) (@ela_yababy) – ze zdravotních a psychických důvodů odstoupila během 23. dílu, který byl odvysílán 24. listopadu 2021 (oficiálně potvrzeno na začátku 31. dílu).
- Jakub Smrek (@freescoot)
- Kristal Shine (Kristýna Kotiánová) (@_kristal_shine)
- Samuel Samake (@samuel_samake) – ze zdravotních důvodů (pozitivní test na covid-19) se show neúčastnil od 31. dílu do 35. dílu.
- Sebastian Šikl (@sebastiansikl; @vyslovujesetomem)
- Tadeáš Kuběnka (@tadeasskubenka)
- Tereza Koubková (@holkazletne) – z osobních důvodů se show neúčastnila od 21. dílu do 25. dílu.
- Satnady (Anastasija Chomičová) (@satnady) – nastoupila až v 11. dílu, který byl odvysílán 8. listopadu 2021.

## Celkové hodnocení
O vítězi reality show rozhodovali  jak diváci, tak samotní soutěžící svými výkony. Divácké hlasování tvořilo jednu podstatnou část celkového hodnocení, druhou tvořilo body za výzvy a vzájemné lajky a dislajky mezi soutěžícími. Výsledky byly zveřejňovány přímo v televizní show.
| Soutěžící | Celkové hodnocení | Celkové hodnocení | Celkové hodnocení | Celkové hodnocení | Celkové hodnocení | Celkové hodnocení  | Výsledky: |
| Soutěžící | 1. týden          | 2. týden          | 3. týden          | 4. týden          | 5. týden          | 6. + 7. + 8. týden | Výsledky: |
| --------- | ----------------- | ----------------- | ----------------- | ----------------- | ----------------- | ------------------ | --------- |
| Tadeáš    | 29                | 51                | 114               | 195               | 273               | 542                | VÍTĚZ     |
| Sebastian | 47                | 104               | 139               | 162               | 187               | 299                | 2.        |
| Freescoot | 27                | 58                | 93                | 119               | 162               | 181                | 3.        |
| Terka     | 36                | 45                | 57                | 73                | 81                | 135                | 4.        |
| Kristal   | 9                 | 64                | 82                | 95                | 105               | 124                | 5.        |
| Satnady   | 8                 | 14                | 41                | 64                | 80                | 74                 | 6.        |
| Samuel    | 9                 | 22                | 30                | 34                | 56                | 58                 | 7.        |
| Yababy    | 24                | 26                | 42                | 56                | 46                | 48                 | 8.        |
| Agáta     | 22                | 28                | N/A               | N/A               | N/A               | N/A                | 9.        |

### Divácké hlasování
Každý den měli sledující k dispozici dva hlasy, ten kladný přidal soutěžícímu dva body a záporný jeden bod ubral. Od začátku 7. týdne se počet přidělených lajků a dislajků zdvojnásobil, což trvalo až do ukončení hlasování 9. prosince 2021. 
| Soutěžící | Divácké hlasování | Divácké hlasování | Divácké hlasování | Divácké hlasování | Divácké hlasování | Divácké hlasování |
| Soutěžící | 1. týden          | 2. týden          | 3. týden          | 4. týden          | 5. týden          | 6. + 7. týden     |
| --------- | ----------------- | ----------------- | ----------------- | ----------------- | ----------------- | ----------------- |
| Tadeáš    | 16                | 47                | 101               | 159               | 233               | 556               |
| Sebastian | 30                | 71                | 93                | 112               | 134               | 158               |
| Freescoot | 8                 | 24                | 45                | 62                | 76                | 70                |
| Terka     | 20                | 23                | 22                | 26                | 32                | 35                |
| Kristal   | 3                 | 19                | 30                | 35                | 36                | 34                |
| Satnady   | N/A               | N/A               | 22                | 35                | 41                | 21                |
| Agáta     | 14                | 14                | N/A               | N/A               | N/A               | N/A               |
| Yababy    | 5                 | 2                 | −7                | −13               | −26               | N/A               |
| Samuel    | 3                 | 0                 | −6                | −16               | −26               | −83               |

### Bodování ve vile
Na konci každého dílu každý z influencerů rozdal jeden lajk (+2 body) a jeden dislajk (−1 bod) ostatním soutěžícím, jako symbol toho, jaké měli soutěžící mezi sebou vztahy. K tomu se účastníkům vždy přičetli (případně i odečetli) body získané v jednotlivých výzvách.
| Soutěžící | Hodnocení ve vile + výzvy | Hodnocení ve vile + výzvy | Hodnocení ve vile + výzvy | Hodnocení ve vile + výzvy | Hodnocení ve vile + výzvy | Hodnocení ve vile + výzvy | Hodnocení ve vile + výzvy | Hodnocení ve vile + výzvy |
| Soutěžící | 1. týden                  | 2. týden                  | 3. týden                  | 4. týden                  | 5. týden                  | 6. týden                  | 7. týden                  | 8. týden                  |
| --------- | ------------------------- | ------------------------- | ------------------------- | ------------------------- | ------------------------- | ------------------------- | ------------------------- | ------------------------- |
| Sebastian | 17                        | 33                        | 46                        | 50                        | 53                        | 81                        | 92                        | 141                       |
| Freescoot | 19                        | 34                        | 48                        | 57                        | 86                        | 102                       | 112                       | 111                       |
| Samuel    | 6                         | 22                        | 36                        | 50                        | 82                        | 95                        | 95                        | 108                       |
| Terka     | 16                        | 22                        | 35                        | 47                        | 49                        | 62                        | 87                        | 100                       |
| Kristal   | 6                         | 45                        | 52                        | 60                        | 69                        | 71                        | 75                        | 90                        |
| Yababy    | 19                        | 24                        | 49                        | 69                        | 72                        | 74                        | N/A                       | N/A                       |
| Satnady   | 8                         | 14                        | 19                        | 29                        | 39                        | 31                        | 49                        | 51                        |
| Agáta     | 8                         | 14                        | N/A                       | N/A                       | N/A                       | N/A                       | N/A                       | N/A                       |
| Tadeáš    | 9                         | 4                         | 13                        | 36                        | 40                        | 35                        | −28                       | −14                       |

## Soutěž
Na rozdíl od první řady zde výzvy hrály velkou roli. Body, které za vyhrané výzvy influenceři získali, se přičetli k celkovému hodnocení, které rozhodlo o vítězi celého pořadu.
| Soutěžící | První týden (25. 10. – 29. 10.) | První týden (25. 10. – 29. 10.) | První týden (25. 10. – 29. 10.) | První týden (25. 10. – 29. 10.) | První týden (25. 10. – 29. 10.) | První týden (25. 10. – 29. 10.) | Druhý týden (1. 11. – 5. 11.)  | Druhý týden (1. 11. – 5. 11.)  | Druhý týden (1. 11. – 5. 11.)  | Druhý týden (1. 11. – 5. 11.)  | Druhý týden (1. 11. – 5. 11.)  | Druhý týden (1. 11. – 5. 11.)  | Druhý týden (1. 11. – 5. 11.)  | Třetí týden (8. 11. – 12. 11.) | Třetí týden (8. 11. – 12. 11.) | Třetí týden (8. 11. – 12. 11.) | Třetí týden (8. 11. – 12. 11.) | Třetí týden (8. 11. – 12. 11.) | Třetí týden (8. 11. – 12. 11.) | Čtvrtý týden (15. 11. – 19. 11.) | Čtvrtý týden (15. 11. – 19. 11.) | Čtvrtý týden (15. 11. – 19. 11.) | Čtvrtý týden (15. 11. – 19. 11.) | Čtvrtý týden (15. 11. – 19. 11.) | Čtvrtý týden (15. 11. – 19. 11.) | Čtvrtý týden (15. 11. – 19. 11.) |                        |
| Soutěžící | 1. díl                          | 1. díl                          | 2. díl                          | 3. díl                          | 4. díl                          | 5. díl                          | 6. díl                         | 7. díl                         | 8. díl                         | 8. díl                         | 9. díl                         | 10. díl                        | 10. díl                        | 11. díl                        | 11. díl                        | 12. díl                        | 13. díl                        | 14. díl                        | 15. díl                        | 16. díl                          | 16. díl                          | 17. díl                          | 18. díl                          | 19. díl                          | 20. díl                          | 20. díl                          |                        |
| --------- | ------------------------------- | ------------------------------- | ------------------------------- | ------------------------------- | ------------------------------- | ------------------------------- | ------------------------------ | ------------------------------ | ------------------------------ | ------------------------------ | ------------------------------ | ------------------------------ | ------------------------------ | ------------------------------ | ------------------------------ | ------------------------------ | ------------------------------ | ------------------------------ | ------------------------------ | -------------------------------- | -------------------------------- | -------------------------------- | -------------------------------- | -------------------------------- | -------------------------------- | -------------------------------- | ---------------------- |
| Agáta     | N/A                             | N/A                             | VÝHRA                           | PROHRA                          | PROHRA                          | PROHRA                          | VÝHRA                          | PROHRA                         | PROHRA                         | PROHRA                         | NEÚČASTNILA SE SOUTĚŽE         | NEÚČASTNILA SE SOUTĚŽE         | NEÚČASTNILA SE SOUTĚŽE         | NEÚČASTNILA SE SOUTĚŽE         | NEÚČASTNILA SE SOUTĚŽE         | NEÚČASTNILA SE SOUTĚŽE         | NEÚČASTNILA SE SOUTĚŽE         | NEÚČASTNILA SE SOUTĚŽE         | NEÚČASTNILA SE SOUTĚŽE         | NEÚČASTNILA SE SOUTĚŽE           | NEÚČASTNILA SE SOUTĚŽE           | NEÚČASTNILA SE SOUTĚŽE           | NEÚČASTNILA SE SOUTĚŽE           | NEÚČASTNILA SE SOUTĚŽE           | NEÚČASTNILA SE SOUTĚŽE           | NEÚČASTNILA SE SOUTĚŽE           | NEÚČASTNILA SE SOUTĚŽE |
| Freescoot | N/A                             | N/A                             | PROHRA                          | VÝHRA                           | VÝHRA                           | PROHRA                          | PROHRA                         | PROHRA                         | VÝHRA                          | VÝHRA                          | N/A                            | PROHRA                         | PROHRA                         | VÝHRA                          | VÝHRA                          | N/A                            | PROHRA                         | N/A                            | VÝHRA                          | VÝHRA                            | VÝHRA                            | PROHRA                           | PROHRA                           | N/A                              | PROHRA                           | PROHRA                           |                        |
| Kristal   | N/A                             | N/A                             | PROHRA                          | PROHRA                          | PROHRA                          | PROHRA                          | VÝHRA                          | PROHRA                         | PROHRA                         | PROHRA                         | N/A                            | VÝHRA                          | VÝHRA                          | PROHRA                         | PROHRA                         | N/A                            | PROHRA                         | N/A                            | PROHRA                         | VÝHRA                            | VÝHRA                            | PROHRA                           | VÝHRA                            | N/A                              | PROHRA                           | PROHRA                           |                        |
| Samuel    | N/A                             | N/A                             | PROHRA                          | VÝHRA                           | PROHRA                          | PROHRA                          | VÝHRA                          | VÝHRA                          | PROHRA                         | PROHRA                         | N/A                            | PROHRA                         | PROHRA                         | PROHRA                         | PROHRA                         | N/A                            | VÝHRA                          | N/A                            | PROHRA                         | VÝHRA                            | VÝHRA                            | PROHRA                           | PROHRA                           | N/A                              | VÝHRA                            | PROHRA                           |                        |
| Satnady   | NEÚČASTNILA SE SOUTĚŽE          | NEÚČASTNILA SE SOUTĚŽE          | NEÚČASTNILA SE SOUTĚŽE          | NEÚČASTNILA SE SOUTĚŽE          | NEÚČASTNILA SE SOUTĚŽE          | NEÚČASTNILA SE SOUTĚŽE          | NEÚČASTNILA SE SOUTĚŽE         | NEÚČASTNILA SE SOUTĚŽE         | NEÚČASTNILA SE SOUTĚŽE         | NEÚČASTNILA SE SOUTĚŽE         | NEÚČASTNILA SE SOUTĚŽE         | NEÚČASTNILA SE SOUTĚŽE         | NEÚČASTNILA SE SOUTĚŽE         | VÝHRA                          | VÝHRA                          | N/A                            | PROHRA                         | N/A                            | PROHRA                         | VÝHRA                            | VÝHRA                            | PROHRA                           | PROHRA                           | N/A                              | PROHRA                           | PROHRA                           |                        |
| Sebastian | N/A                             | N/A                             | PROHRA                          | PROHRA                          | PROHRA                          | VÝHRA                           | VÝHRA                          | PROHRA                         | PROHRA                         | PROHRA                         | N/A                            | PROHRA                         | PROHRA                         | VÝHRA                          | VÝHRA                          | N/A                            | PROHRA                         | N/A                            | VÝHRA                          | PROHRA                           | PROHRA                           | PROHRA                           | PROHRA                           | N/A                              | PROHRA                           | PROHRA                           |                        |
| Tadeáš    | N/A                             | N/A                             | PROHRA                          | PROHRA                          | VÝHRA                           | PROHRA                          | PROHRA                         | PROHRA                         | PROHRA                         | PROHRA                         | N/A                            | PROHRA                         | PROHRA                         | VÝHRA                          | VÝHRA                          | N/A                            | PROHRA                         | N/A                            | PROHRA                         | PROHRA                           | PROHRA                           | VÝHRA                            | PROHRA                           | N/A                              | PROHRA                           | VÝHRA                            |                        |
| Terka     | N/A                             | N/A                             | PROHRA                          | PROHRA                          | VÝHRA                           | VÝHRA                           | PROHRA                         | PROHRA                         | PROHRA                         | PROHRA                         | N/A                            | PROHRA                         | PROHRA                         | PROHRA                         | PROHRA                         | N/A                            | VÝHRA                          | N/A                            | PROHRA                         | PROHRA                           | PROHRA                           | PROHRA                           | PROHRA                           | N/A                              | PROHRA                           | VÝHRA                            |                        |
| Yababy    | N/A                             | N/A                             | VÝHRA                           | PROHRA                          | VÝHRA                           | VÝHRA                           | PROHRA                         | PROHRA                         | PROHRA                         | PROHRA                         | N/A                            | PROHRA                         | PROHRA                         | PROHRA                         | PROHRA                         | N/A                            | VÝHRA                          | N/A                            | PROHRA                         | PROHRA                           | PROHRA                           | PROHRA                           | PROHRA                           | N/A                              | PROHRA                           | VÝHRA                            |                        |
| Soutěžící | Pátý týden (22. 11. – 26. 11.)  | Pátý týden (22. 11. – 26. 11.)  | Pátý týden (22. 11. – 26. 11.)  | Pátý týden (22. 11. – 26. 11.)  | Pátý týden (22. 11. – 26. 11.)  | Pátý týden (22. 11. – 26. 11.)  | Šestý týden (29. 11. – 3. 12.) | Šestý týden (29. 11. – 3. 12.) | Šestý týden (29. 11. – 3. 12.) | Šestý týden (29. 11. – 3. 12.) | Šestý týden (29. 11. – 3. 12.) | Šestý týden (29. 11. – 3. 12.) | Šestý týden (29. 11. – 3. 12.) | Sedmý týden (6. 12. – 10. 12.) | Sedmý týden (6. 12. – 10. 12.) | Sedmý týden (6. 12. – 10. 12.) | Sedmý týden (6. 12. – 10. 12.) | Sedmý týden (6. 12. – 10. 12.) | Sedmý týden (6. 12. – 10. 12.) | Osmý týden (13. 12. – 17. 12.)   | Osmý týden (13. 12. – 17. 12.)   | Osmý týden (13. 12. – 17. 12.)   | Osmý týden (13. 12. – 17. 12.)   | Osmý týden (13. 12. – 17. 12.)   | Osmý týden (13. 12. – 17. 12.)   | Osmý týden (13. 12. – 17. 12.)   |                        |
| Soutěžící | 21. díl                         | 21. díl                         | 22. díl                         | 23. díl                         | 24. díl                         | 25. díl                         | 26. díl                        | 27. díl                        | 28. díl                        | 28. díl                        | 29. díl                        | 30. díl                        | 30. díl                        | 31. díl                        | 31. díl                        | 32. díl                        | 33. díl                        | 34. díl (nightshow)            | 35. díl                        | 36. díl                          | 36. díl                          | 37. díl                          | 38. díl                          | 39. díl                          | 40. díl                          | 40. díl                          |                        |
| Agáta     | NEÚČASTNILA SE SOUTĚŽE          | NEÚČASTNILA SE SOUTĚŽE          | NEÚČASTNILA SE SOUTĚŽE          | NEÚČASTNILA SE SOUTĚŽE          | NEÚČASTNILA SE SOUTĚŽE          | NEÚČASTNILA SE SOUTĚŽE          | NEÚČASTNILA SE SOUTĚŽE         | NEÚČASTNILA SE SOUTĚŽE         | NEÚČASTNILA SE SOUTĚŽE         | NEÚČASTNILA SE SOUTĚŽE         | NEÚČASTNILA SE SOUTĚŽE         | NEÚČASTNILA SE SOUTĚŽE         | NEÚČASTNILA SE SOUTĚŽE         | NEÚČASTNILA SE SOUTĚŽE         | NEÚČASTNILA SE SOUTĚŽE         | NEÚČASTNILA SE SOUTĚŽE         | NEÚČASTNILA SE SOUTĚŽE         | NEÚČASTNILA SE SOUTĚŽE         | NEÚČASTNILA SE SOUTĚŽE         | NEÚČASTNILA SE SOUTĚŽE           | NEÚČASTNILA SE SOUTĚŽE           | NEÚČASTNILA SE SOUTĚŽE           | NEÚČASTNILA SE SOUTĚŽE           | NEÚČASTNILA SE SOUTĚŽE           | NEÚČASTNILA SE SOUTĚŽE           | NEÚČASTNILA SE SOUTĚŽE           |                        |
| Freescoot | VÝHRA                           | PROHRA                          | VÝHRA                           | N/A                             | PROHRA                          | VÝHRA                           | VÝHRA                          | PROHRA                         | VÝHRA                          | PROHRA                         | PROHRA                         | PROHRA                         | VÝHRA                          | PROHRA                         | VÝHRA                          | PROHRA                         | N/A                            | PROHRA                         | VÝHRA                          | VÝHRA                            | PROHRA                           | N/A                              | N/A                              | PROHRA                           | PROHRA                           | PROHRA                           |                        |
| Kristal   | VÝHRA                           | PROHRA                          | PROHRA                          | N/A                             | PROHRA                          | PROHRA                          | VÝHRA                          | PROHRA                         | PROHRA                         | PROHRA                         | PROHRA                         | PROHRA                         | PROHRA                         | PROHRA                         | PROHRA                         | PROHRA                         | N/A                            | PROHRA                         | PROHRA                         | PROHRA                           | PROHRA                           | N/A                              | N/A                              | N/A                              | PROHRA                           | PROHRA                           |                        |
| Samuel    | VÝHRA                           | VÝHRA                           | PROHRA                          | N/A                             | VÝHRA                           | VÝHRA                           | VÝHRA                          | PROHRA                         | PROHRA                         | PROHRA                         | PROHRA                         | PROHRA                         | PROHRA                         | NEÚČASTNIL SE SOUTĚŽE          | NEÚČASTNIL SE SOUTĚŽE          | NEÚČASTNIL SE SOUTĚŽE          | NEÚČASTNIL SE SOUTĚŽE          | NEÚČASTNIL SE SOUTĚŽE          | NEÚČASTNIL SE SOUTĚŽE          | VÝHRA                            | PROHRA                           | N/A                              | N/A                              | N/A                              | PROHRA                           | PROHRA                           |                        |
| Satnady   | VÝHRA                           | PROHRA                          | PROHRA                          | N/A                             | PROHRA                          | PROHRA                          | PROHRA                         | PROHRA                         | PROHRA                         | PROHRA                         | PROHRA                         | PROHRA                         | PROHRA                         | VÝHRA                          | PROHRA                         | VÝHRA                          | N/A                            | PROHRA                         | PROHRA                         | PROHRA                           | PROHRA                           | N/A                              | N/A                              | N/A                              | PROHRA                           | PROHRA                           |                        |
| Sebastian | PROHRA                          | PROHRA                          | PROHRA                          | N/A                             | PROHRA                          | PROHRA                          | PROHRA                         | VÝHRA                          | PROHRA                         | VÝHRA                          | PROHRA                         | VÝHRA                          | PROHRA                         | PROHRA                         | PROHRA                         | PROHRA                         | N/A                            | VÝHRA                          | VÝHRA                          | VÝHRA                            | PROHRA                           | N/A                              | N/A                              | VÝHRA                            | VÝHRA                            | VÝHRA                            |                        |
| Tadeáš    | PROHRA                          | PROHRA                          | VÝHRA                           | N/A                             | PROHRA                          | PROHRA                          | PROHRA                         | PROHRA                         | PROHRA                         | PROHRA                         | PROHRA                         | PROHRA                         | PROHRA                         | VÝHRA                          | VÝHRA                          | PROHRA                         | N/A                            | VÝHRA                          | VÝHRA                          | VÝHRA                            | VÝHRA                            | N/A                              | N/A                              | PROHRA                           | PROHRA                           | PROHRA                           |                        |
| Terka     | NEÚČASTNILA SE SOUTĚŽE          | NEÚČASTNILA SE SOUTĚŽE          | NEÚČASTNILA SE SOUTĚŽE          | NEÚČASTNILA SE SOUTĚŽE          | NEÚČASTNILA SE SOUTĚŽE          | NEÚČASTNILA SE SOUTĚŽE          | VÝHRA                          | PROHRA                         | PROHRA                         | PROHRA                         | VÝHRA                          | PROHRA                         | PROHRA                         | PROHRA                         | VÝHRA                          | PROHRA                         | N/A                            | VÝHRA                          | VÝHRA                          | PROHRA                           | PROHRA                           | N/A                              | N/A                              | N/A                              | PROHRA                           | PROHRA                           |                        |
| Yababy    | PROHRA                          | PROHRA                          | PROHRA                          | NEÚČASTNILA SE SOUTĚŽE          | NEÚČASTNILA SE SOUTĚŽE          | NEÚČASTNILA SE SOUTĚŽE          | NEÚČASTNILA SE SOUTĚŽE         | NEÚČASTNILA SE SOUTĚŽE         | NEÚČASTNILA SE SOUTĚŽE         | NEÚČASTNILA SE SOUTĚŽE         | NEÚČASTNILA SE SOUTĚŽE         | NEÚČASTNILA SE SOUTĚŽE         | NEÚČASTNILA SE SOUTĚŽE         | NEÚČASTNILA SE SOUTĚŽE         | NEÚČASTNILA SE SOUTĚŽE         | NEÚČASTNILA SE SOUTĚŽE         | NEÚČASTNILA SE SOUTĚŽE         | NEÚČASTNILA SE SOUTĚŽE         | NEÚČASTNILA SE SOUTĚŽE         | NEÚČASTNILA SE SOUTĚŽE           | NEÚČASTNILA SE SOUTĚŽE           | NEÚČASTNILA SE SOUTĚŽE           | NEÚČASTNILA SE SOUTĚŽE           | NEÚČASTNILA SE SOUTĚŽE           | NEÚČASTNILA SE SOUTĚŽE           | NEÚČASTNILA SE SOUTĚŽE           |                        |

### Výzvy
Každý díl obsahoval jednu nebo více výzev. Za ty velké challenge byly body, které se pak sčítají do celkového hodnocení. Výzvy se  objevovaly jak v denním díle (denní show), tak v LIKE HOUSE NIGHT SHOW.
Na začátku týdne bývala zadávána jedna či více týdenní challenge, týkající se většinou natočení videa na dané týdenní téma – představení videí a vyhlášení vítězě probíhalo každý pátek.
V pondělky se od 2. týdne uskutečňovali tzv. multi-challenge sestávající většinou z pohybové, vědomostní a kreativní části, jíž se influenceři účastnili ve 2 týmech proti sobě.
Tematické týdny
Týden 1. (1. - 5. díl) 
Týden 2. (6. - 10. díl) - Halloween
Týden 3. (11. - 15. díl) - Like House 1981
Týden 4. (16. - 20. díl) - Krása
Týden 5. (21. - 25. díl) - Co mě štve
Týden 6. (26. - 30. díl) - Humor
Týden 7. (31. - 35. díl) - Nová identita
Týden 8. (36. - 40. díl)
| Týden | Díl            | Challenge | Počet bodů     | Vítěz                                                              |
| ----- | -------------- | --- | -------------- | ------------------------------------------------------------------ |
| 1     | 2              | Tipnout si číslem odpověď na osobní otázky | 5 bodů         | Agáta Yababy                                                       |
| 1     | 3              | Nasprejovat něco do pokoje jiných influencerů | 5 bodů         | Freescoot Samuel                                                   |
| 1     | 4              | Roztřídit plast v třídírně odpadů | 5 bodů         | tým Freescoot, Tadeáš, Terka a Yababy                              |
| 1     | 5              | Týdenní challenge: Spolupráce – video o vylosovaném účastníkovi Like Houseu                                                                             | 10 bodů 5 bodů | Sebastian (o Yababy) Yababy (o Freescotovi) Terka (o Sebastianovi) |
| 2     | 6              | Opičí dráha | 5 bodů         | tým Agáta, Kristal, Samuel a Sebastian                             |
| 2     | 6              | Poznat skandál influencera | 5 bodů         | tým Agáta, Kristal, Samuel a Sebastian                             |
| 2     | 6              | Natočit choreografii na Thriller | 5 bodů         | tým Agáta, Kristal, Samuel a Sebastian                             |
| 2     | 7              | Zahrát přesvědčivě oběť v hororové scénce | 10 bodů        | Samuel                                                             |
| 2     | 8              | Posbírat čtyři žetony v kurnících | 10 bodů        | Freescoot                                                          |
| 2     | 10             | Týdenní challenge: Strach a nenávist | 20 bodů        | Kristal                                                            |
| 3     | 11             | Štafeta | 5 bodů         | tým Satnady, Freescoot, Sebastian a Tadeáš                         |
| 3     | 11             | Poznat socialistickou terminologii | 5 bodů         | tým Satnady, Freescoot, Sebastian a Tadeáš                         |
| 3     | 11             | Natočit spartakiádní choreografii | 5 bodů         | tým Satnady, Freescoot, Sebastian a Tadeáš                         |
| 3     | 13             | Představit seniorům z domova důchodců novodobé pojmy a relace                                                                                           | 5 bodů         | Samuel Terka Yababy                                                |
| 3     | 15             | Týdenní challenge: Like House v roce 1981 | 15 bodů 5 bodů | Sebastian Freescoot                                                |
| 4     | 16             | Závodní fitness fotografování u posilovacích strojů | 5 bodů         | tým Freescoot, Kristal, Samuel a Satnady                           |
| 4     | 16             | Poznat neobvyklé beauty trendy a pomůcky | 5 bodů         | tým Freescoot, Kristal, Samuel a Satnady                           |
| 4     | 16             | Natočit video inspirované dvěma TikTok trendy | 5 bodů         | tým Freescoot, Kristal, Samuel a Satnady                           |
| 4     | 17             | Teleshopping | 10 bodů        | Tadeáš                                                             |
| 4     | 18             | Závody na čtyřkolkách, elektrokoloběžkách a hoverboardech                                                                                               | 5 bodů         | Kristal                                                            |
| 4     | 20             | Vogue dance | 5 bodů         | Samuel                                                             |
| 4     | 20             | Týdenní challenge: Tajemství krásy | 10 bodů 5 bodů | Yababy Terka Tadeáš                                                |
| 5     | 21             | Souboj s pěnovými tyčemi v trampolíně | 5 bodů         | tým Samuel, Freescoot, Kristal a Satnady                           |
| 5     | 21             | Napsat co nejvíce záporáků z kultury i českého šoubyznysu a ke každému přiřadit jednu kladnou postavu                                                   | 5 bodů         | tým Samuel, Freescoot, Kristal a Satnady                           |
| 5     | 21             | Natočit zápas, který se v průběhu přemění v tanec | 5 bodů         | tým Samuel, Freescoot, Kristal a Satnady                           |
| 5     | 21             | Argumentační zápas | 10 bodů        | Samuel                                                             |
| 5     | 22             | Natočit scénku s Terkou z Like Houseu v paralelním vesmíru bez Terky                                                                                    | 5 bodů         | tým Freescoot (a Tadeáš)                                           |
| 5     | 24             | Spálit co nejvíce kalorií za 20 minut | 5 bodů         | Samuel                                                             |
| 5     | 25             | Týdenní challenge: Co mě štve | 15 bodů 5 bodů | Freescoot Samuel                                                   |
| 6     | 26             | Bojovka: - Vytahování jablek z vody zuby - Předávání mouky pusou pomocí karty - Proskákání zahrady v pytli na brambory a přelévání vody                 | 5 bodů         | tým Samuel, Freescoot, Kristal a Terka                             |
| 6     | 26             | Odpovědět na otázky tituly a jmény z oblasti kultury | 5 bodů         | tým Samuel, Freescoot, Kristal a Terka                             |
| 6     | 26             | Natočit Laugh Pause Challenge video | 5 bodů         | tým Samuel, Freescoot, Kristal a Terka                             |
| 6     | 27             | Moderování televizní telefonní soutěže | 5 bodů         | Sebastian                                                          |
| 6     | 28             | Pobavit co nejvíce lidí trapnými vtipy a anekdotami | 5 bodů         | Freescoot                                                          |
| 6     | 28             | Stand-up comedy | 5 bodů         | Sebastian                                                          |
| 6     | 29             | Natočit parodii na vylosovaného účastníka Like Houseu                                                                                                   | 5 bodů         | Terka (parodie Satnady)                                            |
| 6     | 30             | Týdenní challenge #1: Jak odlišit vtipné od trapného (Humor x cringe)                                                                                   | 10 bodů        | Sebastian                                                          |
| 6     | 30             | Týdenní challenge #2: Prank | 10 bodů        | Freescoot                                                          |
| 7     | 31             | Nafotit se u co nejvíce nárokovatelných předmětů ve vile                                                                                                | 5 bodů         | tým Satnady a Tadeáš                                               |
| 7     | 31             | Fake News Challenge | 5 bodů         | tým Tadeáš, Freescoot a Terka                                      |
| 7     | 31             | Cheerleading | 5 bodů         | tým Tadeáš, Freescoot a Terka                                      |
| 7     | 31             | Natočit Fake Friends Challenge video | 5 bodů         | tým Tadeáš, Freescoot a Terka                                      |
| 7     | 32             | Pracovní pohovor | 5 bodů         | Satnady                                                            |
| 7     | 34 (nightshow) | Prostřeno! | 5 bodů         | tým Sebastian, Tadeáš a Terka                                      |
| 7     | 35             | Týdenní challenge: Vytvoření nové identity | 10 bodů 5 bodů | Freescoot Tadeáš Sebastian Terka                                   |
| 8     | 36             | Nasbírat co nejvíce lajků a správně je spočítat | 5 bodů         | tým Samuel, Freescoot, Sebastian a Tadeáš                          |
| 8     | 36             | Odpovědět na otázky ohledně influencerů s velkým egem                                                                                                   | 5 bodů         | tým Samuel, Freescoot, Sebastian a Tadeáš                          |
| 8     | 36             | Natočit akt sebelásky, samochvály a narcismu | 5 bodů         | tým Samuel, Freescoot, Sebastian a Tadeáš                          |
| 8     | 36             | Uhodnout co nejpřesnější odpovědi na otázky o jednotlivých účastnících                                                                                  | 10 bodů        | Tadeáš                                                             |
| 8     | 39             | Soutěž mezi 3 největšími favority Like Houseu – Sebastianem, Tadeášem a Freescootem: Vybrat si svého zástupce, který bude stát na jedné noze co nejdéle | 20 bodů        | Sebastian (zástupce Terka)                                         |
| 8     | 40             | Týdenní challenge: Rekapitulace předchozích 7 týdnů a 7 témat Like Houseu                                                                               | 20 bodů        | Sebastian                                                          |

### Ztráta bodů
Od 6. týdne se začaly influencerům strhávat body za porušení pravidel, nesplnění určitých povinností, které se týkají úkolů a údržby vily, či za předem definovanou prohru při challengích. 
| Týden | Díl | Důvod strhnutí                                                            | Počet odebraných bodů                  | Počet odebraných bodů                               | Účastník                     |   |
| ----- | --- | ------------------------------------------------------------------------- | -------------------------------------- | --------------------------------------------------- | ---------------------------- | - |
| 6     | 28  | Neuklizení nepořádku na trampolíně                                        | −5 bodů                                | −5 bodů                                             | Kristal Samuel Satnady       |   |
| 6     | 28  | Zasmání se jako první trapným vtipům a anekdotám ostatních více než 2krát | −10 % dosavadního celkového počtu bodů | −7 bodů (10 % ze 71 bodů) −7 bodů (10 % ze 79 bodů) | Satnady (1.) Terka (2.)      |   |
| 6     | 29  | Nejhorší parodie na účastníka Like Houseu                                 | −5 bodů                                | −5 bodů                                             | Satnady (parodie Sebastiana) |   |
| 6     | 30  | Nesplnění týdenní challenge #1                                            | −50 bodů                               | −50 bodů                                            | —                            | — |
| 7     | 32  | Zakrytí kamery v pokoji                                                   | −100 bodů                              | −100 bodů                                           | Tadeáš                       |   |

## Hosté
Příchozí hosté jsou zmíněni u prvních dílů, ve kterých se objevili:
- 3. díl – Vladimír Strejček
- 8. díl – Robert Mikluš
- 9. díl – Matěj Krejčí
- 13. nightshow – Jana Yngland Hrušková
- 17. nightshow – Lukáš „Zachy“ Zachara
- 18. díl + nightshow – Dima Arrest, Fatale Vanity a Simona Tvardek
  - Dima Arrest a Fatale Vanity se objevili i v 18. dílu
  - Simona Tvardek se objevila i ve 39. nightshow (na pozvání Tadeáše)
- 19. díl – New Aliens Agency: Cobra, Baďa Diaby, Jaspit, Mahnor Ahmed, Zai Xu
- 19. nightshow – Vyhonit ďábla: Terezie Ferjančeková & Zuzana Kašparová
- 23. díl – Moderní sebeobrana: Bára Vodochodská Machková, Bára Herrera Castro, Jan Vaněk
- 23. nightshow – Lyubov, Nasťa.the.russ, Dominique Alagia, Lukáš Tůma, Honzi Michálek a Kube zo Slovenska
  - Lukáš Tůma a Kube zo Slovenska se objevili i ve 24. dílu
  - Dominique Alagia, Lukáš Tůma a Honzi Michálek se objevili i ve 28. nightshow
- 24. nightshow – Dug Anh ze Sapa Trip
- 25. díl – Barbora Stříteská a Marek „Datel“ Valášek z 1. řady Like House
- 27. díl – Vojtěch Drahokoupil a Jasmin ze Studia Relax
- 27. nightshow – Roxana a Sidonia
- 28. díl – Nikola Džokič z Comedy Clubu
- Charitativní přenos pro Opuštěné kočičí tlapky – natáčeno Tomášem „ug4t0r“ Švecem ze SkillZone (objevil se ve 33. díle); všichni hosté se objevili ve 33. dílu + nightshow (vysíláno živě v 19:10 na YouTube kanálu Primy po předtočeném 28. dílu):

Edwys a Anna „Andyindustries“ Křepelová (hosté Satnady)
- Edwys se objevil i ve 39. nightshow (na pozvání Satnady) a 40. dílu

Martin „Ati“ Malý (host Freescota)
Natálie Hefnerová (host Tadeáše)
Káťa Zee (host Terky)
Emma Lacová (host Kristal)
- objevila se předtím i ve 32. nightshow

- 28. nightshow – Tomáš „Tomi“ Běhounek z 1. řady Like House
  - objevil se i ve 39. nightshow (na pozvání Terky)
- 29. díl + nightshow – Eva „Plastic Queen“ Feuereislová z 4. řady VyVolených
  - objevila se i ve 30. dílu
- 30. díl – Karel Nešpor
- 31. díl – Chilli Cheerleaders
- 37. díl – Khalil Baalbaki
- 39. nightshow – Andriana Kryvljak a Lea Součková (na pozvání Kristal)

– Líza Braunová (na pozvání Tadeáše)
– Nicole Vaculíková a Dominika Kujová (na pozvání Freescoota)
– Hedinky (na pozvání Satnady)
- objevila se i ve 40. dílu

– Viktoriya Michshenko a Aiko (na pozvání Terky)
– Linda Kušmirková (na pozvání Sebastiana)
– Rychlí kluci: Stein27, Calin a D.Kop (na pozvání Lucíi)
- 40. díl – Jan „Jenis“ Svěcený, vítěz 1. řady Like House – vyhlášení vítěze 2. řady
  - měl cameo i na začátku 1. dílu